# As Opiniões que o DL Teve
As Opiniões que o DL Teve é um livro de José Saramago, lançado em 1974 pela Seara Nova e Editorial Futura, em Lisboa. DL refere-se ao Diário de Lisboa.
Trata-se da compilação de alguns dos textos que foram publicados no Diário de Lisboa na secção Opinião, anonimamente mas de autoria de Saramago, entre 11 de fevereiro de 1972 e 15 de dezembro de 1973.

## Ligações Externas
Livro disponibilizado no sítio digital da Biblioteca Nacional de Portugal